# 小行星54509
小行星54509（54509 YORP）是位於新墨西哥州索科洛的林肯近地小行星研究小組在2000年8月3日發現的一顆阿波羅近地小行星。測量此天體的自轉速率提供了YORP效應的第一個證據，因此以此效應命名這顆小行星。這顆小行星的自轉速率以 (2.0 ± 0.2) × 10−4度/天增加中，在2001年至2005年，造成比2001年預測的自轉多轉了250°。對小行星的模擬預測認為，當它的自轉速週期達到～20秒時，就會結束這顆小行星的一生。模擬也排除了它在接近地球時，會造成自轉速率增加的可能性。

## 進階讀物
- Mueller, Michael. . Doctoral Dissertation. 2007  [2011-08-20]. （原始内容存档于2016-03-03）.

## 外部連結
- 小行星54509 at the JPL Small-Body Database 
  - Close approach · Discovery · Ephemeris · Orbit diagram · Orbital elements · Physical parameters